# Атанасій (Миронеску)
Атана́сій Мироне́ску (рум. Mitropolit Atanasie в світі Олександру Міронеску рум. Alexandru Mironescu, 12 серпня 1856 Трохан, жудець Васлуй - 9 жовтня 1931 Бухарест) — митрополит-примас Православної церкви Румунії (1909-1911).

## Біографія
Народився в селі Трохан (зараз жудець Васлуй в Румунії) в родині священнослужителя.
З 1870 по 1877 рік навчався в семінарії Сокольського монастиря.
У 1879 році був висвячений в сан ієрея і до 1881 року служив в рідному селі. Овдовівши, поступив на богословський факультет в Бухаресті. У 1882 році продовжив навчання в Чернівецькому університеті, де в 1886 році отримав ступінь доктора богослів'я.
З 1887 по 1897 рік викладав моральне богослів'я на богословському факультеті Бухареста. У 1895 року прийняв чернечий постриг у монастирі Чорниця. 2 лютого того ж року возведений у сан архімандрита, а через три дні призначений вікарієм Римніцької єпархії. 12 березня 1898 року обраний єпископом Римніцьким.
5 лютого 1909 року обраний Митрополитом-Примасом Румунської православної церкви. З 25 травня того ж року був почесним членом Румунської академії.
28 червня 1911 року пішов у відставку з поста митрополита. Після виходу у відставку займався науковою діяльністю, проживаючи в монастирі Чорниця, де і був похований.